# Aštarté

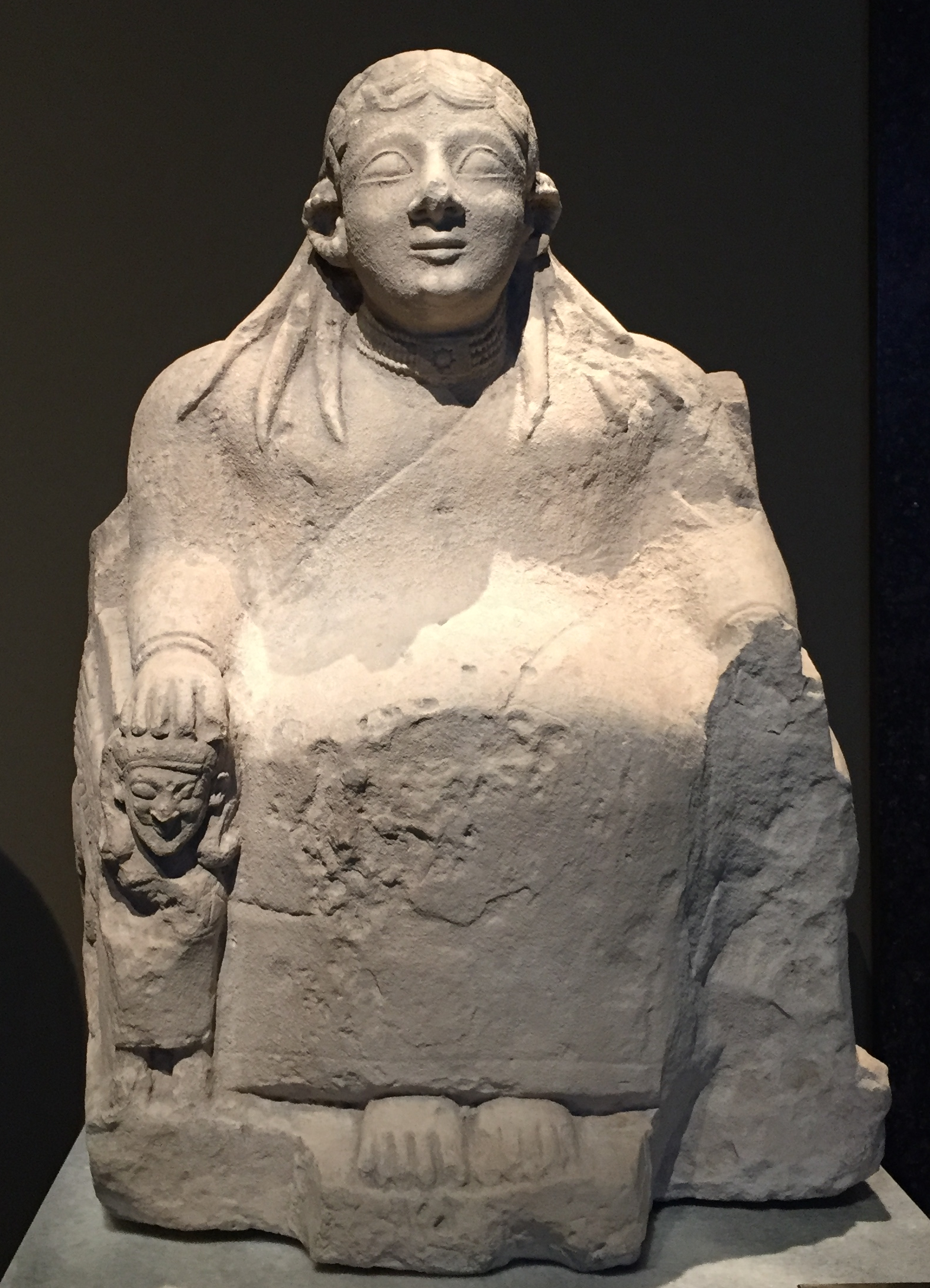
Socha postavy na trůnu, pravděpodobně Aštarté, cca 6. století př. n. l., Kypr

Aštarté je kanaánská, respektive západosemitská, bohyně války a lásky. Byla uctívána například v Ugaritu, byla hlavním božstvem fénických měst Týru a Sidónu a je zmiňována také v Bibli. Jejím východosemitským protějškem byla Ištar, bohyně ztotožněná se sumerskou Inannou, která byla uctívána v Mezopotámii, sama Aštarté později splynula s jinou kanaánskou bohyní zvanou Anat do bohyně zvané Atargatis. Byla uctívána také v Egyptě a byla identifikována s egyptskými bohyně Esetou a Hathor, řeckými bohyněmi Afroditou a Artemidou a římskou bohyní Juno. V Bibli je zmiňována jako Královna nebes, kterou Kanaánci uctívají oběťmi a vykuřovadly, a jako bohyně, kterou ctil král Šalomoun a jejíž kult vymýtil král Jóšijáš.
Aštarté, řecky Ἀστάρτη, Astarté, je helenizovanou formou jejího jména, západosemitská forma jejího jména má několik variant: ugaritské ʿṯrt Athtart(u), fénické ʿštrt Aštart, hebrejské ʿaštóret (singulár) a ʿaštárôt (zpravidla plurál). Je známa také akkadská forma jejího jména: Aš-tar-(tum?). Jméno je feminimem odvozeným od výrazu, který v ugaritštině zněl Athar či Aštar, který odpovídá akkadskému jménu Ištar a který snad označoval planetu Venuši.